# Édouard Lucas
François Édouard Anatole Lucas (n. 4 aprilie 1842, Amiens, Franța – d. 3 octombrie 1891, Paris, Franța) a fost un matematician francez. Lucas este cunoscut pentru studiul său asupra șirurilor Fibonacci. Numerele și șirurile Lucas sunt numite după el.

## Lucrări
- Recherches Sur Plusieurs Ouvrages De Léonard De Pise Et Sur Diverses Questions D’Arithmétique Supérieure (1877)
- Récréations scientifiques (1880)
- Théorie des nombres, Tome Premier (1891)
- Récréations mathématiques (1894)
- L'arithmétique amusante (1895)